# 张延明
张延明（1960年2月—），河南内黄人，汉族，中国共产党党员。中华人民共和国政治人物、第十三届全国人民代表大会河南省代表。曾任河南省商务厅厅长，郑州市政协主席。

## 生平
1981年毕业于郑州师范专科学校中文专业。2005年10月，任郑州经济技术开发区管委会主任；2011年8月，任郑州新郑综合保税区(郑州航空港区)管委会主任；2015年2月，任中共郑州市委常委，郑州航空港经济综合实验区(郑州新郑综合保税区)党工委书记；
2017年11月，任河南省商务厅党组书记；2018年3月，任河南省商务厅厅长、党组书记；
2020年1月，任郑州市政协党组书记，2020年5月，任郑州市政协主席。
2018年，张延明被选为河南省出席第十三届全国人民代表大会代表。
2021年12月27日，政协第十二届河南省委员会常务委员会第23次会议通过决定，张延明因涉嫌严重违纪违法，被免去第十二届河南省政协常务委员职务并撤销其委员资格。
2022年2月22日，河南省第十三届人大常委会第三十次会议决定罢免其第十三届全国人民代表大会代表职务。